# Chise Nakamura
Chise Nakamura (中村 知世 Nakamura Chise?) (Fukuoka, Japón; 11 de septiembre de 1986) es una actriz y gravure idol japonesa, retirada de la industria del entretenimiento en agosto de 2019. Es conocida por su rol de Natsuki Mamiya la Bouken Yellow en la serie Super Sentai GōGō Sentai Bōkenger del 19 de febrero de 2006 al 11 de febrero de 2007.

## Filmografía

### Televisión
- GōGō Sentai Bōkenger (2006): Natsuki Mamiya (間宮 菜月 Mamiya Natsuki?)/Bouken Yellow (ボウケンイエロー Tsuyoki Bōkensha Bōken Ierō?)
- Mei-chan no Shitsuji (2009): Matsushiro Hikaru

### Película
- Swing Girls (2004): Emiko Okamura (saxofón alto)
- OneChanbara (film) (2008)

### Series animadas
- Dragonaut: The Resonance (2007)
- Penguin Musume (2008)
- Shikabane Hime (2008)